# Laurent Terzieff

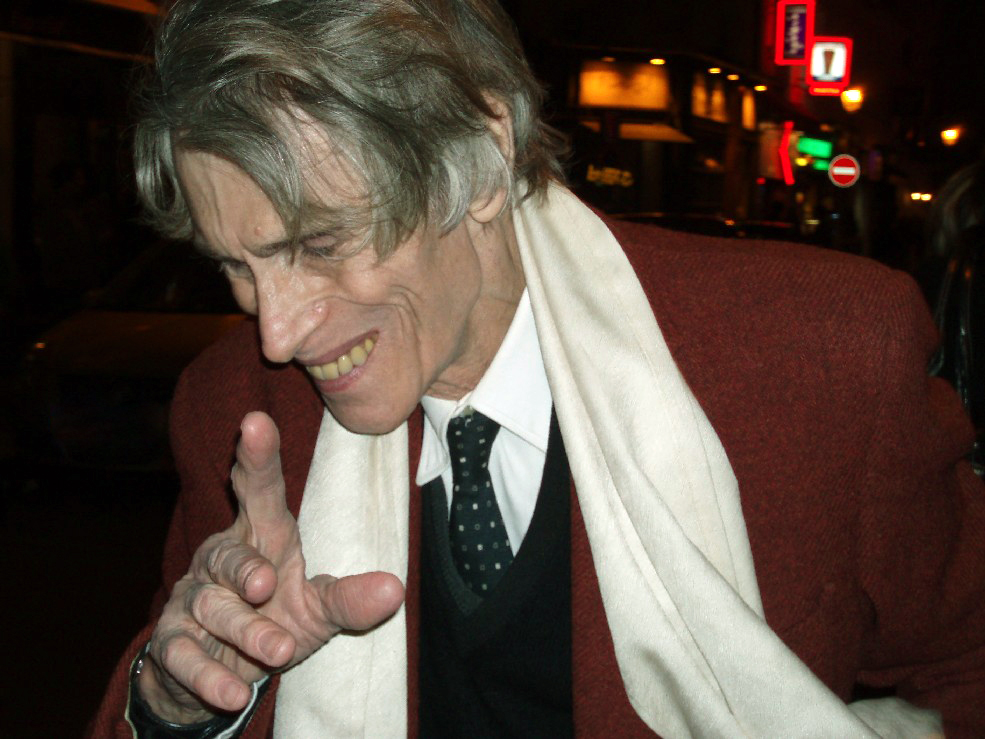
Laurent Terzieff, 2009

Laurent Terzieff (* 27. Juni 1935 in Toulouse; † 2. Juli 2010 in Paris) war ein französischer Schauspieler, der im Theater, im Film und im Fernsehen tätig war.

## Leben und Werk
Laurent Terzieff wurde als Sohn einer Keramikerin und eines Bildhauers, der zur Zeit des Ersten Weltkriegs aus Russland emigriert war, geboren. In seinem Beruf war er Autodidakt und besuchte nie eine Schauspielschule. Als Jugendlicher wuchs er in seiner Freizeit als technischer Helfer, Statist und Souffleur in die Theaterarbeit hinein. Mit 18 Jahren debütierte er 1953 als Schauspieler in einem Theaterstück von Arthur Adamov im Théâtre de Babylone in Paris. 1958 wurde er von Marcel Carné für Die sich selbst betrügen, ein Porträt der existentialistischen Jugend der 1950er-Jahre, fürs Kino entdeckt. Seine Partner in diesem Film waren Jean-Paul Belmondo, Jacques Charrier und Pascale Petit. In der Folgezeit arbeitete er unter anderem als Partner von Brigitte Bardot in Zwei Wochen im September und unter Regiegrößen wie Pier Paolo Pasolini (Medea), Luis Buñuel (Die Milchstraße), Roberto Rossellini (Der furchtlose Rebell) und Jean-Luc Godard (Détective). Gelegentlich nahm er auch Fernsehangebote wahr.
In Frankreich wurde Terzieff neben seiner Filmarbeit vor allem als bedeutender Bühnenschauspieler wahrgenommen, als Regisseur von Theaterstücken trat er ebenfalls in Erscheinung. 1961 gründete er mit seiner Lebenspartnerin, der Schauspielerin Pascale de Boysson (1922–2002), die „Theater-Compagnie Laurent Terzieff“ (das ermöglichte es, Subventionen zu erhalten). Er spielte und inszenierte klassische und moderne Stücke vor allem in Paris. Einen Namen machte sich der Schauspieler auch als Rezitator von Gedichten, unter anderem mit Lyrik von Bertolt Brecht; mit einer Brecht-Revue ging er auf Tournee.
Politisch zählte sich Terzieff zur Linken. 1960 unterschrieb er das Manifest der 121 von französischen Künstlern und Intellektuellen gegen den Algerienkrieg, 2002 einen entsprechenden Aufruf (Nicht in unserem Namen) gegen den Irakkrieg. Er wurde ausgezeichnet mit den französischen Nationalorden Ordre national du Mérite und Ordre des Arts et des Lettres.
Laurent Terzieff starb am 2. Juli 2010 im Alter von 75 Jahren an den Folgen einer Lungenkomplikation in einem Pariser Krankenhaus.

## Filmografie (Auswahl)
- 1958: Die sich selbst betrügen (Les Tricheurs)
- 1959: Araya (Stimme)
- 1959: Ihr Verbrechen war Liebe (Douze heures d’horloge)
- 1959: Wir von der Straße (La notte brava)
- 1960: Kapo (Kapo)
- 1960: Die Nacht der Liebenden (Le Bois des amants)
- 1961: Der furchtlose Rebell (Vanina Vanini)
- 1964: Die Unmoralischen (Le Grain de sable)
- 1969: Medea
- 1969: Die Milchstraße (La Voie lactée)
- 1970: Ostia
- 1974: Die großen Detektive (Les grands détectives)
- 1974: Moses (Mosè) (Fernseh-Miniserie)
- 1976: Die Tatarenwüste (Il deserto dei tatari)
- 1985: Détective
- 1993: Germinal (Germinal)
- 1993: Mord in der Toskana (Delitti privati) (Fernsehserie)
- 1995: Fiesta
- 1998: Das Floß der Medusa (Le Radeau de la Méduse)
- 2007: J’ai toujours rêvé d’être un gangster
- 2010: Kalte Rache (La Vénitienne)
- 2011: Largo Winch II – Die Burma Verschwörung (Largo Winch II)

## Auszeichnungen
Molière
- 1988: Beste Regie für Ce que voit Fox
- 1993: Beste Regie für Temps contre temps
- 2010: Bester Hauptdarsteller für L’Habilleur und Philoctète